# Bryan Bickell
Pour les articles homonymes, voir Bickell.
Bryan Bickell (né le 9 mars 1986 à Bowmanville dans la province de l'Ontario, au Canada) est un joueur professionnel retraité canadien de hockey sur glace évoluant au poste d'ailier gauche.

## Carrière
Réclamé au deuxième tour par les Blackhawks de Chicago lors du repêchage de 2004, Bickell poursuit au niveau junior jusqu'en 2006, année où il devient professionnel en rejoignant le club affilié aux Hawks dans la Ligue américaine de hockey, les IceHogs de Rockford.
Il fait également ses débuts dans la LNH au cours de sa première saison pro en prenant part à trois rencontres avec Chicago, inscrivant du même coup ses deux premiers buts dans la grande ligue.
Il décroche un poste permanent avec les Blackhawks en 2010-2011. Après avoir aidé les Hawks à remporter la Coupe Stanley en 2013, il prolonge son contrat avec l'équipe de quatre ans pour 16 millions de dollars. Il fait graver son nom sur le trophée une deuxième fois en 2015 lorsque son équipe bat le Lightning de Tampa Bay en finale.
Il connaît une saison 2015-2016 difficile avec les Blackhawks ; il ne réalise que deux mentions d'aide en 25 parties et passe la majorité de la saison dans la LAH avec les IceHogs, le joueur ayant été placé au ballotage deux fois sans être réclamé par une équipe. 
Le 15 juin 2016, il est échangé avec Teuvo Teräväinen aux Hurricanes de la Caroline en retour d'un choix de deuxième tour au repêchage de 2016 et un choix de troisième tour en 2017. 
Byckell est diagnostiqué avec une sclérose en plaques en novembre 2016, il ne prend part qu'à onze rencontres avec les Hurricanes et dix autres avec leur club affilié avant d'annoncer son retrait de la compétition au terme de la saison.

## Statistiques
| Saison     | Équipe                    | Ligue       |     | Saison régulière | Saison régulière | Saison régulière | Saison régulière | Saison régulière |    | Séries éliminatoires | Séries éliminatoires | Séries éliminatoires | Séries éliminatoires | Séries éliminatoires |
| Saison     | Équipe                    | Ligue       | PJ  | B                | A                | Pts              | Pun              | PJ               | B  | A                    | Pts                  | Pun                  |                      |                      |
| 2002-2003  | 67 d'Ottawa               | LHO         | 50  | 7                | 10               | 17               | 4                | 20               | 5  | 3                    | 8                    | 12                   |                      |                      |
| 2003-2004  | 67 d'Ottawa               | LHO         | 59  | 20               | 16               | 36               | 76               | 7                | 3  | 0                    | 3                    | 11                   |                      |                      |
| 2004-2005  | 67 d'Ottawa               | LHO         | 66  | 22               | 32               | 54               | 95               | 21               | 5  | 12                   | 17                   | 32                   |                      |                      |
| 2005       | 67 d'Ottawa               | C. Memorial | -   | -                | -                | -                | -                | 4                | 0  | 1                    | 1                    | 4                    |                      |                      |
| 2005-2006  | 67 d'Ottawa               | LHO         | 41  | 28               | 22               | 50               | 41               | -                | -  | -                    | -                    | -                    |                      |                      |
| 2005-2006  | Spitfires de Windsor      | LHO         | 26  | 17               | 16               | 33               | 19               | 7                | 5  | 5                    | 10                   | 10                   |                      |                      |
| 2006-2007  | Admirals de Norfolk       | LAH         | 48  | 10               | 15               | 25               | 66               | 2                | 0  | 0                    | 0                    | 0                    |                      |                      |
| 2006-2007  | Blackhawks de Chicago     | LNH         | 3   | 2                | 0                | 2                | 0                | -                | -  | -                    | -                    | -                    |                      |                      |
| 2007-2008  | IceHogs de Rockford       | LAH         | 73  | 19               | 20               | 39               | 52               | 12               | 2  | 3                    | 5                    | 11                   |                      |                      |
| 2007-2008  | Blackhawks de Chicago     | LNH         | 4   | 0                | 0                | 0                | 2                | -                | -  | -                    | -                    | -                    |                      |                      |
| 2008-2009  | IceHogs de Rockford       | LAH         | 42  | 6                | 8                | 14               | 60               | 4                | 0  | 2                    | 2                    | 4                    |                      |                      |
| 2009-2010  | IceHogs de Rockford       | LAH         | 65  | 16               | 15               | 31               | 58               | -                | -  | -                    | -                    | -                    |                      |                      |
| 2009-2010  | Blackhawks de Chicago     | LNH         | 16  | 3                | 1                | 4                | 5                | 4                | 0  | 1                    | 1                    | 2                    |                      |                      |
| 2010-2011  | Blackhawks de Chicago     | LNH         | 78  | 17               | 20               | 37               | 40               | 5                | 2  | 2                    | 4                    | 0                    |                      |                      |
| 2011-2012  | Blackhawks de Chicago     | LNH         | 71  | 9                | 15               | 24               | 48               | 6                | 2  | 0                    | 2                    | 4                    |                      |                      |
| 2012-2013  | Orli Znojmo               | EBEL        | 28  | 9                | 18               | 27               | 14               | -                | -  | -                    | -                    | -                    |                      |                      |
| 2012-2013  | Blackhawks de Chicago     | LNH         | 48  | 9                | 14               | 23               | 25               | 23               | 9  | 8                    | 17                   | 14                   |                      |                      |
| 2013-2014  | Blackhawks de Chicago     | LNH         | 59  | 11               | 4                | 15               | 28               | 19               | 7  | 3                    | 10                   | 8                    |                      |                      |
| 2014-2015  | Blackhawks de Chicago     | LNH         | 80  | 14               | 14               | 28               | 38               | 18               | 0  | 5                    | 5                    | 14                   |                      |                      |
| 2015-2016  | Blackhawks de Chicago     | LNH         | 25  | 0                | 2                | 2                | 2                | -                | -  | -                    | -                    | -                    |                      |                      |
| 2015-2016  | IceHogs de Rockford       | LAH         | 47  | 15               | 16               | 31               | 23               | 3                | 0  | 1                    | 1                    | 2                    |                      |                      |
| 2016-2017  | Hurricanes de la Caroline | LNH         | 11  | 1                | 0                | 1                | 4                | -                | -  | -                    | -                    | -                    |                      |                      |
| 2016-2017  | Checkers de Charlotte     | LAH         | 10  | 1                | 3                | 4                | 4                | -                | -  | -                    | -                    | -                    |                      |                      |
| Totaux LNH | Totaux LNH                | Totaux LNH  | 395 | 66               | 70               | 136              | 192              | 75               | 20 | 19                   | 39                   | 42                   |                      |                      |